# Анна фон Насау-Диленбург
Анна фон Насау-Диленбург (на немски: Anna von Nassau-Dillenburg; * ok. 1441; † 8 април 1513, Целе) е чрез женитби херцогиня на Брауншвайг-Люнебург, регентка на Княжество Люнебург, графиня на Катценелнбоген.

## Живот
Тя е най-възрастната дъщеря на граф Йохан IV фон Насау (1410 – 1475) и на графиня Мария от Лоон-Хайнсберг (1424 – 1502), дъщеря на граф Йохан II фон Юлих-Хайнсберг († 1438) и Анна фон Золмс-Браунфелс († 1433).
Анна се омъжва на 25 септември 1467 г. в Целе за херцог Ото V Победител фон Брауншвайг-Люнебург (1418 – 1471) от род Велфи. Раждат им се двама сина.
След смъртта на Ото Анна се омъжва на 24 януари 1474 г. за възрастния вече граф Филип I фон Катценелнбоген (1402 – 1479) от Дом Хесен, разведен от 1456 г. Тя е втората му съпруга и оставя синовете си при баба им и дядо им. Бракът е бездетен.
По-късно тя се връща обратно в Целе и се грижи за сина си и внуците си. След смъртта на нейния свекър херцог Фридрих II от Брауншвайг през 1478 г. Анна става до 1486 г. регентка за нейния син Хайнрих и основава болницата „Св. Анна“ в Целе.

## Деца
От Ото V Победител фон Брауншвайг-Люнебург:
- Хайнрих Средния (1468 – 1532), ∞ Маргарета от Саксония (1469 – 1528);
- Вилхелм († 1480).